# 愛知文教大学
愛知文教大学（あいちぶんきょうだいがく、英語: Aichi Bunkyo University、公用語表記: 愛知文教大学）は、愛知県小牧市大字大草字年上坂5969-3に本部を置く日本の私立大学。1998年創立、1998年大学設置。

## 概要
1951年に設置された稲沢女子短期大学（現・愛知文教女子短期大学）を母体として開学。真宗大谷派学校連合会に加盟。以前は英語必修のみであったが現在は英語のみでなく中国語も必修となっている。現在のカリキュラムの場合英語や中国語が苦手の生徒が日本科目で単位を加算して進級するような以前のような温情はなく地道に英語や中国語を学びきちんと単位を修得することになる。以前は進級に関する規定がなかったが現在はGPAが0.4を超えないと3年生に進級できない。具体的には2年生終了時までに80単位分の講義を履修したと想定した場合、計算上C判定32単位、D判定48単位の場合なのでそれを上回らないと2年生留年扱いになる。かつては佐久間留理子講師(現・大阪観光大学教授)のサンスクリット語、永田道弘講師(現・愛知大学教授)がフランス語を指導していた。開校時から続いている第二外国語は江口直光教授のドイツ語のみである。

## 沿革
- 1998年 - 愛知文教大学設立。国際文化学部を設置。
- 2003年 - 国際文化研究科修士課程を設置。
- 2004年 - 国際文化研究科博士課程を設置。
- 2010年 - 国際文化学部を改組し、人文学部に改称[1]。
- 2012年 - 国際文化研究科博士課程の学生募集を停止。

## 学部
- 人文学部
  - 人文学科

## 大学院
- 国際文化研究科（修士課程のみ）

## 姉妹校
- 愛知文教女子短期大学

## 真宗大谷派学校連合会
- 大学
  - 大谷大学
  - 京都光華女子大学
  - 大阪大谷大学
  - 同朋大学
  - 名古屋造形大学
  - 名古屋音楽大学
  - 愛知文教大学
  - 札幌大谷大学

## 所在地
愛知県小牧市大字大草字年上坂（おおくさ あざ ねんじょうざか）5969-3

## 交通
- こまき巡回バス「文教大学前」停留所下車。
- 高蔵寺駅・小牧駅・犬山駅などから大学まで無料スクールバスが出ている。

## 周辺
- 太良池
- くりの木ランチ
- 市民四季の森
- エコハウス小牧
- 桃花台ニュータウン